# Kaʻiulani
Victoria Kawēkiu Kaʻiulani Lunalilo Kalaninuiahilapalapa Cleghorn (née le 16 octobre 1875 à Honolulu et morte le 6 mars 1899 à ʻĀinahau) est une princesse hawaïenne, fille unique de la princesse Likelike et dernière héritière au trône d'Hawaï. Elle est la nièce du roi Kalākaua et de la reine Liliʻuokalani.
Jouissant d'une bonne éducation, parlant quatre langues, elle est envoyée en Angleterre à 13 ans pour parfaire ses études et être éloignée des troubles politiques qui agitent alors Hawaï. Peu avant son dix-huitième anniversaire, le royaume d'Hawaï est renversé. Son père, l'homme d'affaires écossais Archibald Scott Cleghorn (en), et le président provisoire Sanford Ballard Dole, désirent l'abdication de la reine Liliʻuokalani pour faire monter Kaʻiulani sur le trône, mais leur proposition est rejetée par le Comité des treize (en). La reine refuse d'abdiquer, jugeant qu'il est plus sûr de confier le pouvoir temporairement aux États-Unis.
Kaʻiulani visite les États-Unis pour exhorter à la restauration du royaume. Elle donne des discours et fait des apparitions publiques pour dénoncer le renversement du royaume et l'injustice commise envers son peuple. À Washington, D.C., elle fait une visite informelle auprès du président Grover Cleveland et de la première dame Frances Cleveland, en vain. La situation à Hawaï met Kaʻiulani et son père dans une situation financière difficile : le gouvernement cesse de lui verser son traitement annuel, et le salaire de son père en tant qu'employé du gouvernement est stoppé. De 1893 à 1897, ils voyagent en Europe, visitant l'aristocratie du continent, des amis et des proches en Angleterre, au Pays-de-Galles, en Écosse et à Paris, puis retournent finalement à HawaÏ.
Après son retour à HawaÏ en 1897, Kaʻiulani s'engage dans des actions sociales. Avec sa tante Liliʻuokalani, elle boycotte la cérémonie d'annexion d'Hawaï par les États-Unis en 1898 et regrette la perte de l'indépendance hawaïenne. Elle reçoit néanmoins la délégation américaine chargée de l'Hawaiian Organic Act (en).
Souffrant de problèmes de santé chroniques tout au long des années 1890, elle meurt en 1899, à l'âge de 23 ans. Elle reste aujourd'hui une figure culturelle importante à Hawaï.

## Nom
Kaʻiulani naît à Honolulu, sur l'île d'Oʻahu, dans le royaume d'Hawaï. Lors de son baptême, elle est nommée Victoria Kawēkiu Kaʻiulani Lunalilo Kalaninuiahilapalapa Cleghorn. En 1898, sa tante Liliʻuokalani écrit Victoria Kaʻiulani, Kalaninuiahilapalapa, Kawēkiu i Lunalilo ou Victoria Kawēkiu Lunalilo Kalaninuiahilapalapa Kaʻiulani Cleghorn dans ses mémoires Hawaii's Story by Hawaii's Queen (en). Kaʻiulani est nommée en l'honneur de sa tante maternelle Anna Kaʻiulani (en), morte jeune, et de la reine Victoria du Royaume-Uni, dont l'aide a permis de restaurer la souveraineté et l'indépendance du royaume hawaïen sous le règne de Kamehameha III  . Son premier nom hawaïen vient de ka ʻiu lani, qui signifie « la royale sacrée » en hawaïen. À la demande de Charles Kanaina, elle reçoit également le nom de Lunalilo, traduit par Luna (haut) lilo (perdu) ou « si haut qu'on le perd de vue », d'après le fils de Kanaʻina et le prédécesseur de son oncle Kalākaua, le roi Lunalilo (ayant régné de 1873 à 1874), afin de renforcer son éligibilité au trône. Le nom Kalaninuiahilapalapa signifiait son association avec la maison royale de Keawe (en) (dirigeants traditionnels de l'île d'Hawaï) et les flammes de la torche qui brûle à midi, un symbole de kapu (en), utilisé par la maison de Kalākaua (en) depuis leur ancêtre Iwikauikaua (en) .

## Biographie

### Naissance et famille: 1875-1887
Kaʻiulani est l'unique enfant de la princesse Miriam Likelike et de l'homme d'affaires écossais Archibald Scott Cleghorn (en). Elle naît le 16 octobre 1875, sous le règne de son oncle, le roi Kalākaua, dans une chambre du rez-de-chaussée de la maison de maître de ses parents sur Emma Street à Honolulu . Sa naissance est annoncée par des salves de fusils et la sonnerie de toutes les cloches des églises de la ville . À sa naissance, elle est quatrième dans l'ordre de succession au trône, puis troisième à la mort de son oncle Leleiohoku II en 1877 . Elle a trois demi-sœurs plus âgées : Rose Kaipuala, Helen Maniʻiailehua et Annie Pauahi, issues de la précédente union de son père avec une Hawaïenne .
Par sa mère, elle descend de Keaweaheulu (en) et Kameʻeiamoku (en), les conseillers royaux de Kamehameha I lors de sa conquête des îles hawaïennes de 1780 à 1795. Kameʻeiamoku est l'un des jumeaux royaux avec Kamanawa représentés sur les armoiries hawaïennes, et son fils Kepoʻokalani (en) est le cousin germain du conquérant aux côtés de la mère de Kamehameha, Kekuʻiapoiwa II (en). Leur famille était des collatéraux de la maison de Kamehameha et monte sur le trône en 1874 lors de l'élection de l'oncle de Kaʻiulani, Kalākaua, comme roi des îles hawaïennes  . Sa mère est une sœur cadette de Kalākaua et de Liliʻuokalani. Le père de Kaʻiulani est un financier écossais d'Édimbourg ; il est collecteur général des douanes de 1887 à 1893 et dernier gouverneur d'Oahu (en) de 1891 jusqu'à ce que la fonction soit supprimée par le gouvernement provisoire d'Hawaï après le renversement de la monarchie en 1893 .
Elle est baptisée par l'évêque Alfred Willis (en), à 13 h, le 25 décembre 1875, à la pro-cathédrale Saint Andrew (en). Il s'agit du premier baptême d'une princesse hawaïenne depuis la naissance de Victoria Kamāmalu en 1838. Le bébé Kaʻiulani, vêtu d'une « robe de cachemire brodée de soie », se serait « comporté avec le plus grand respect » et n'aurait « pas émis le moindre son pendant le service ». Kalākaua, son épouse la reine Kapiʻolani et la princesse Ruth Keʻelikōlani sont ses parrains ; une référence ultérieure dans un numéro de 1916 du Honolulu Star-Bulletin indique que la juge hawaïenne Emma Nakuina était également sa marraine. Des représentants diplomatiques des États-Unis, de Grande-Bretagne et de France ainsi que des membres du corps consulaire à Honolulu figurent parmi les spectateurs. La famille royale organise une réception et un dîner au palais ʻIolani pour les invités de la cérémonie, au cours desquels Kaʻiulani est présente et accompagnée de son infirmière. La fanfare royale hawaïenne (en) joue lors de la réception. Le capitaine Henri Berger (en), chef de l'orchestre, compose en son honneur la « Kaʻiulani March ».
La princesse Ruth offre à Kaʻiulani des terres à Waikiki, à 4 milles (6,4 km) d'Honolulu, qui s'ajoutent aux terres adjacentes achetées en 1872 par Cleghorn pour former ʻĀinahau (en). Sa mère Likelike l'appelle ʻĀinahau (endroit frais), en référence aux vents frais qui soufflent depuis la vallée de Mānoa. En 1878, alors que Kaʻiulani a trois ans, Cleghorn installe sa famille dans le domaine. Il aménage un grand jardin botanique sur les terres du domaine et y plante un figuier des banians connu sous le nom de banyan de Kaʻiulani  . La mère de Kaʻiulani, la princesse Likelike, meurt à l'âge de 36 ans, le 2 février 1887, officiellement de causes inconnues. Ses médecins ont cru en vain qu'elle aurait pu être guérie avec une alimentation appropriée. À la mort de sa mère, alors que Kaʻiulani a onze ans, elle hérite du domaine.

### Éducation et troubles à Hawaï: 1879-1888
Dès son plus jeune âge, Kaʻiulani est éduquée par des gouvernantes et des professeurs particuliers, à commencer par une Britannique, Marion Barnes, de 1879 jusqu'à sa mort prématurée d'une pneumonie en 1884, puis par une Américaine, Gertrude Gardinier, qui devient sa gouvernante préférée . Après le mariage de Gardinier en 1887, ses gouvernantes sont la Française Catalina de Alcala ou D'Acala, et l'Allemande Reiseberg, avec qui Kaʻiulani ne développe pas de liens aussi forts. Ses gouvernantes lui apprennent à lire, à écrire des lettres (souvent à des parents), à jouer de la musique et à se familiariser avec la vie en société. Elle lit également des biographies sur son homonyme, la reine Victoria. Elle parle couramment l'hawaïen, l'anglais, le français et l'allemand .
Kalākaua prépare des futurs dirigeants hawaïens en leur offrant une éducation plus large grâce à son programme Hawaiian Youths Abroad (en) commencé en 1880. Sa nièce Kaʻiulani n'est pas la première royale hawaïenne à étudier à l'étranger. Le gouvernement hawaïen a envoyé ses cousins David Kawānanakoa (en) (connu sous le nom de Koa), Edward Abnel Keliʻiahonui (en) et Jonah Kūhiō Kalanianaʻole (en) à l'école Saint Matthew à San Mateo (Californie) aux États-Unis en 1885. Keliʻiahonui meurt jeune en 1887, tandis que Kawānanakoa et Kūhiō se rendent en Angleterre en 1890 pour terminer leurs études, quelques mois après le départ de Kaʻiulani pour une formation à l'étranger .
Quelques mois après la mort de Likelike, la mère de Kaʻiulani, une agitation politique s'empare d'Hawaï. Les hommes d'affaires locaux accusent le cabinet de Kalākaua, dirigé par le Premier ministre Walter Murray Gibson (en), de trafic d'influence lors des élections et de manipulation de la gouvernance législative. Bien que le cabinet Gibson ait été remplacé par le cabinet de la Réforme, les milieux d'affaires sont restés insatisfaits. Le Comité des treize (en) hommes d'affaires, sous la direction de Lorrin Thurston, rédige ce qui est devenu la Constitution de la baïonnette (en), codifiant le corps législatif comme l'autorité suprême sur les actions de la monarchie. Thurston est considéré comme le principal auteur de la nouvelle constitution. Présentée à Kalākaua pour qu'il la signe le 6 juillet 1887, elle limite le pouvoir de la monarchie et accroît l'influence des intérêts euro-américains au sein du gouvernement .

### Séjour en Angleterre: 1889-1893

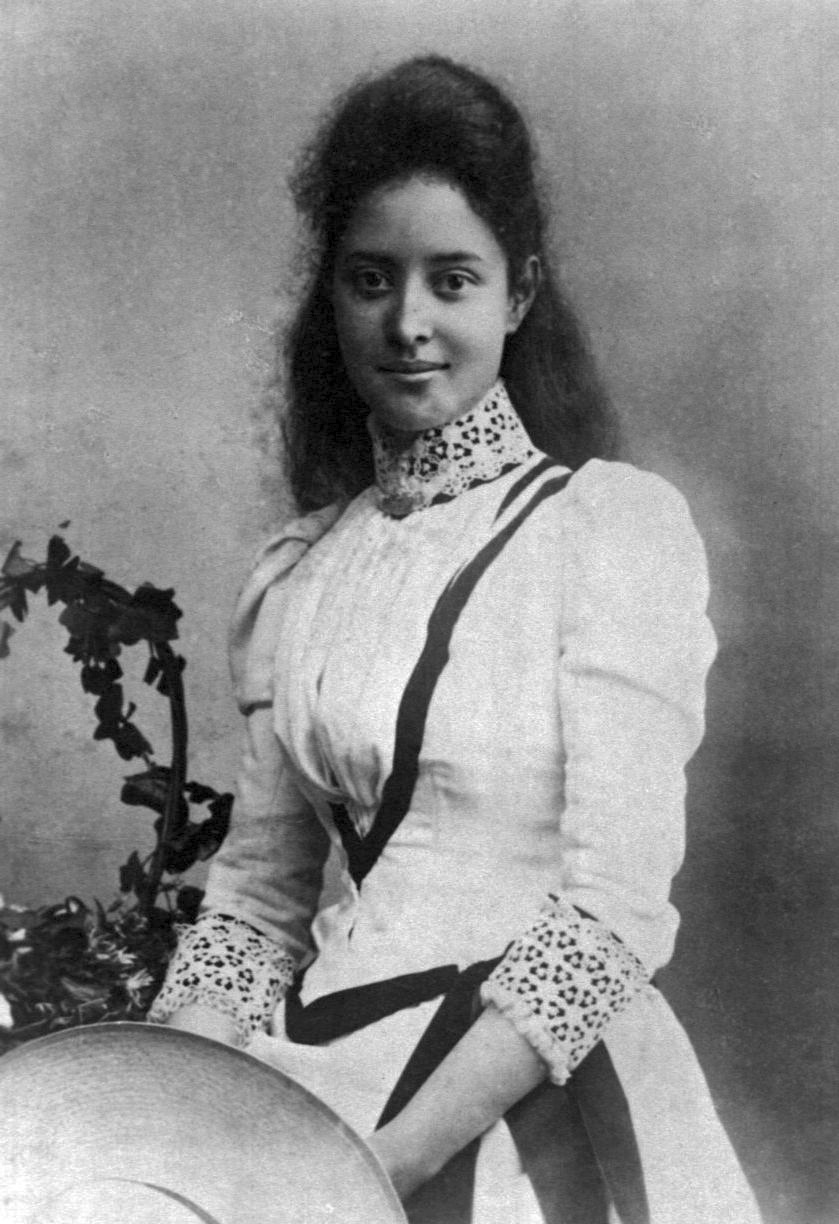
Ka'iulani à Great Harrowden Hall, vers 1892

À la mort de sa mère, Kaʻiulani devient la deuxième héritière du trône, après sa tante Liliʻuokalani. Elle devient l'héritière présomptive après la mort de son oncle Kalākaua et l'accession de Liliʻuokalani. En 1889, il est jugé opportun d'envoyer Kaʻiulani en Angleterre pour qu'elle y reçoive une bonne éducation et pour la soustraire aux intrigues et aux troubles entre Kalākaua et ses opposants politiques. Cleghorn, Kalākaua et, semble-t-il, Lorrin Thurston, qui occupait le poste de ministre de l'Intérieur, élaborent le projet d'envoyer Kaʻiulani à l'étranger. Thurston a par la suite nié avoir participé à cette décision.
Quittant Honolulu le 10 mai 1889, le groupe de voyageurs comprend sa demi-sœur Annie et Mary Matilda Walker, épouse du vice-consul britannique à Hawaï Thomas R. Walker, qui les chaperonne. Cleghorn accompagne ses filles à San Francisco avant de retourner à Hawaï. Elles traversent les États-Unis en train, s'arrêtent brièvement à Chicago et à New York avant de s'embarquer pour l'Angleterre. Elles débarquent à Liverpool le 17 juin, après un mois de voyage  . Après le retour de Mary Walker à Hawaï, Kaʻiulani et Annie sont placées sous la tutelle de Theophilus Harris Davies (en) et de sa femme Mary Ellen. De nationalité britannique, Davies est propriétaire de Theo H. Davies & Co (en), l'une des cinq grandes sociétés sucrières (en) opérant à Hawaï. Pendant les vacances scolaires, Kaʻiulani séjourne à Sundown, la résidence des Davies à Hesketh Park, Southport (en)  .
En septembre, Kaʻiulani et Annie sont envoyées dans le Northamptonshire et inscrites au Great Harrowden Hall, un pensionnat pour jeunes filles, sous la direction de la vieille maîtresse d'école Caroline Sharp. Après la première année scolaire, Annie retourne à Hawaï pour se marier, laissant Kaʻiulani seule à l'école  . Sharp note que Kaʻiulani continue à « faire de bons progrès dans ses études » malgré la séparation. Kaʻiulani écrit fièrement à la maison qu'elle était troisième dans sa classe de français. L'évêque de Leicester (en) la confirme dans la foi anglicane en mai 1890 . Pendant l'été 1891, son père lui rend visite et ils font le tour des îles britanniques et visitent la terre ancestrale des Cleghorns en Écosse.
Davies persuade sa famille de retirer Kaʻiulani de Great Harrowden Hall au début de 1892 pour qu'elle fréquente une finishing school afin de la préparer à la société. En février, Kaʻiulani déménage à Hove, Brighton, où elle est confiée à Phebe Rooke qui lui donne des cours particuliers et lui propose un programme d'études comprenant l'allemand, le français, l'anglais, la littérature, l'histoire, la musique et le chant . Ce village au bord de la mer lui plaît et elle passe des vacances fin avril et début mai à Saint-Hélier dans l'île anglo-normande de Jersey en compagnie de son hôte.
La perspective de retourner à Hawaï lui redonne l'envie de poursuivre ses études. Son retour est prévu pour la fin de l'année 1893, la législature hawaïenne lui allouant 4 000 dollars pour ses frais de voyage . Ce voyage marque son entrée dans la société en tant qu'héritière présomptive du trône. Une audience avec la reine Victoria est prévue, suivie d'un tour d'Europe et d'une éventuelle visite à l'Exposition universelle de 1893 . En prévision, Kaʻiulani écrit à sa tante Liliʻuokalani : « J'attends avec impatience mon retour l'année prochaine. Je commence à avoir le mal du pays ». Cependant, à la suite du renversement du 17 janvier 1893, ces projets sont annulés .

### Renversement: 1891-1893
Pendant son absence, de nombreux troubles surviennent à Hawaii. Kalākaua meurt à San Francisco le 20 janvier 1891 . Kaʻiulani apprend la mort de son oncle le lendemain par les câbles télégraphiques transatlantiques, mais la nouvelle ne parvint à Hawaï que le 29 janvier, lorsque le Charleston revient à Honolulu avec la dépouille du roi . Liliʻuokalani monte immédiatement sur le trône. Le 9 mars, avec l'approbation de la Chambre des nobles et conformément à la constitution hawaïenne, Liliʻuokalani désigne sa nièce Kaʻiulani comme héritière présomptive et successeur éventuel au trône. Le personnel de la reine parcourt alors les rues d'Honolulu pour annoncer la proclamation, tandis que des salves de canon sont tirées depuis la batterie d'artillerie et les navires américains Mohican (en) et Iroquois dans le port d'Honolulu,.
En tant qu'héritière présomptive, Kaʻiulani a de l'influence auprès de la reine sur les questions politiques. À l'automne 1891, elle écrit à Liliʻuokalani pour lui demander de nommer son père, plutôt que le prince David Kawānanakoa, au poste de gouverneur d'Oahu récemment vacant à la suite du décès de John Owen Dominis, le mari de Liliʻuokalani. La reine accepte sa demande et nomme Cleghorn le 11 novembre. La princesse obtient également l'autorisation pour son père de conserver son poste de collecteur général après avoir expliqué que : « nous ne pouvons pas nous passer de son salaire pour cela, car le salaire du gouverneur n'est que la moitié de l'autre » . Kaʻiulani, impatiente de son retour, promet : « Quand je rentrerai à la maison, j'essaierai de vous aider autant que je le pourrai, même si ce ne sera pas beaucoup, car je ne comprends pas les affaires de l'État ».

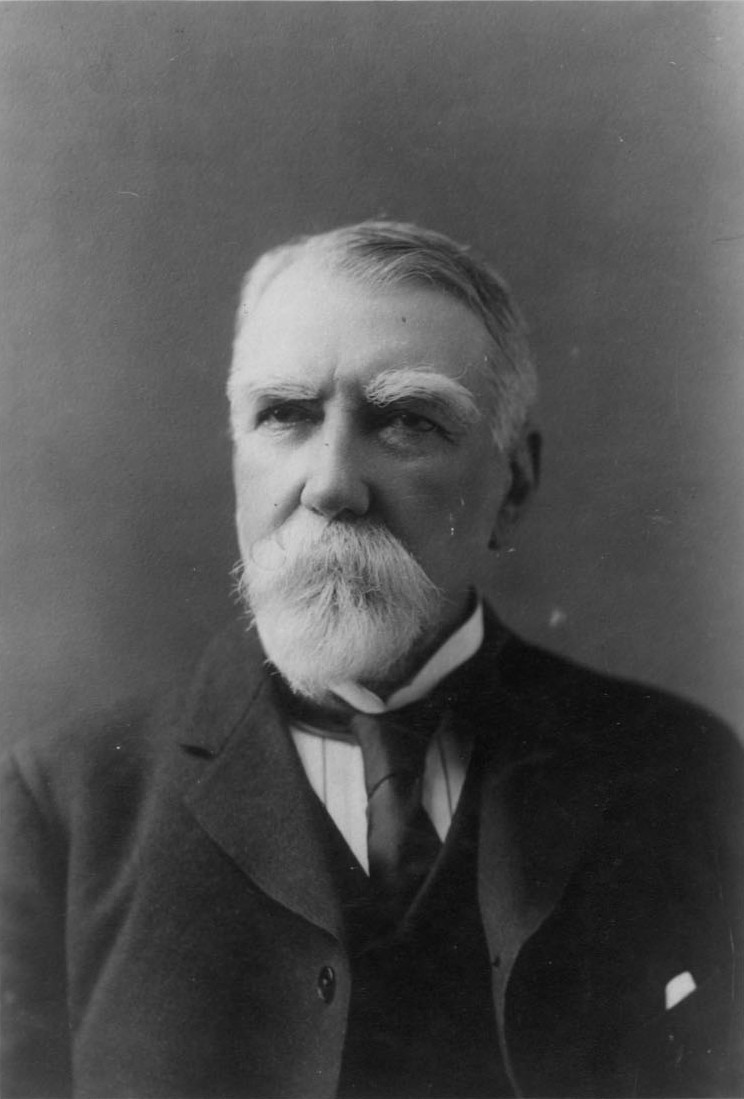
Archibald Scott Cleghorn a tenté en vain de garantir le droit de Kaʻiulani au trône lors du renversement

Le Committee of Safety (en), sous la direction de Thurston, se réunit pendant deux jours pour planifier le renversement et choisit à l'unanimité Sanford Ballard Dole pour mener le coup d'État et former un gouvernement provisoire. Dole propose ce qu'il estime être un plan d'action immédiat plus raisonnable, une issue possible qui avait été discutée par d'autres dans le royaume, « … que la reine soit déposée et que la princesse Kaʻiulani soit installée comme reine, et qu'une régence soit établie pour gouverner le pays pendant son règne (en) … ». En réalité, Cleghorn a également approché directement Thurston le matin précédant le renversement, avec exactement la même proposition. Thurston réitère ce qu'il a déjà dit à Cleghorn, à savoir que la commission n'a aucun intérêt à traiter avec une future monarchie sous quelque forme que ce soit, et rejette catégoriquement le plan . La monarchie est renversée et le gouvernement provisoire d'Hawaï est établi par le président Sanford Dole le 17 janvier 1893 .
Liliʻuokalani abandonne temporairement son pouvoir aux États-Unis, plutôt qu'au gouvernement dirigé par Dole, dans l'espoir que les États-Unis reconnaissent le gouvernement monarchique comme le pouvoir légitime et restaurent ainsi la souveraineté d'Hawaï. Cleghorn perd son poste de gouverneur à partir du 28 février. Il blâme l'inaction politique de Liliʻuokalani pour le renversement et pense que la monarchie aurait été préservée si elle avait abdiqué en faveur de Kaʻiulani. Il rencontre Thurston en privé et lui demande de respecter les prétentions de Ka'iulani au trône, ce que Thurston refuse catégoriquement d'envisager . Cleghorn prête ensuite serment au gouvernement provisoire sous la protestation afin de conserver son poste au bureau des douanes, mais il démissionne le 15 avril .
L'objectif ultime du gouvernement provisoire est l'annexion par les États-Unis. Thurston dirige une délégation à Washington, DC, pour négocier avec le président Benjamin Harrison, tandis que la reine envoie son avocat Paul Neumann (en) et le prince Kawānanakoa pour défendre sa cause auprès de Harrison et du président élu Grover Cleveland. Cleghorn prend en charge les frais de voyage d'Edward C. Macfarlane (en), un autre envoyé de la reine, pour protéger les droits de Kaʻiulani  . Le traité d'annexion aurait offert à Liliʻuokalani une pension à vie de 20 000 dollars par an, et indemnisé Kaʻiulani avec un règlement unique de 150 000 dollars, si elles se subordonnent au gouvernement des États-Unis et à la gouvernance locale des Îles. La reine n'a jamais considéré cette option comme viable.

### Visite aux États-unis: 1893

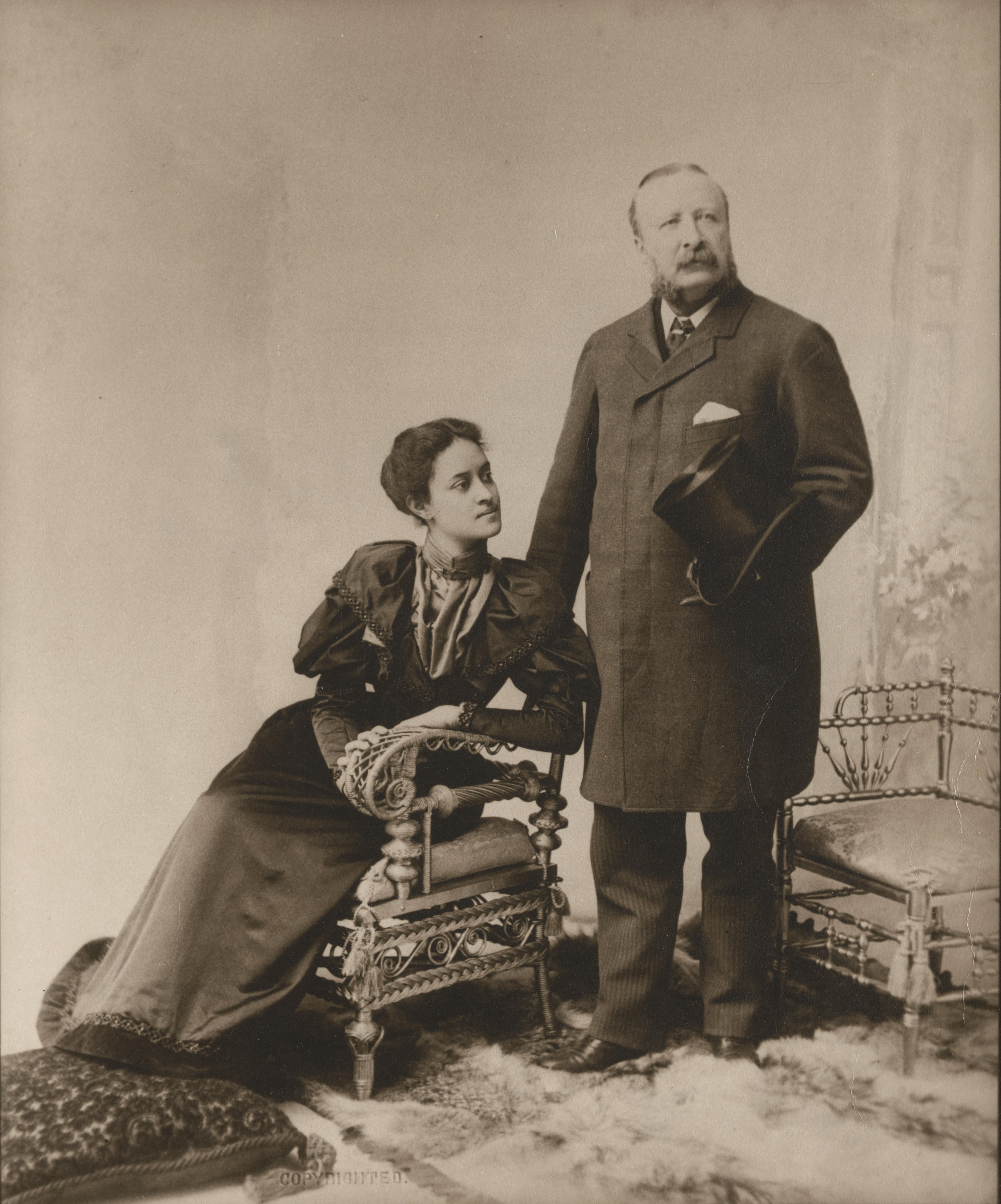
Ka'iulani et Theo H. Davies à Boston, 1893

De nombreuses factions à Hawaii et à l'étranger préfèrent restaurer Kaʻiulani sur le trône hawaiien à la place de Liliʻuokalani sous une forme plus restreinte de monarchie constitutionnelle . James Hay Wodehouse, le commissaire britannique à Hawaii, rapporte à son supérieur à Londres que les indigènes soutiendraient et accueilleraient Kaʻiulani en tant que reine . Charles Reed Bishop (en), le veuf de la Haute-Chefesse Bernice Pauahi, écrit que « la classe supérieure des Britanniques la préférait, et qu'ils aideraient à la contrôler et à faire un aussi bon gouvernement que possible » . Dole, le chef du gouvernement provisoire, déclare qu'il aurait été « bien plus délicat » de « conserver le pouvoir du trône » par le biais d'une « régence au nom de la jeune princesse Kaʻiulani jusqu'à ce qu'elle atteigne sa majorité ».
Kaʻiulani apprend le renversement par un court télégramme reçu par Davies le 30 janvier, « « Queen Deposed », « Monarchy Abrogated », « Break News to Princess » ». Dans les semaines qui suivent le renversement, Davies écrit au ministre hawaïen aux États-Unis John Mott-Smith (en) à Washington, suggérant que l'électorat hawaïen vote sur une constitution révisée pour l'abdication de la reine et le placement de Kaʻiulani sous un conseil de régence dirigé par Dole. Davies réitère cette position dans un discours ultérieur et conseille à Kaʻiulani de présenter son cas directement au peuple américain.
Kaʻiulani, accompagnée de Davies et sa femme, de leur fille Alice Davies, d'Annie Whartoff, sa dame de compagnie et chaperon, et d'une femme de chambre de la femme de Davies, voyage de Southampton à New York, où elle arrive le 1er mars. Macfarlane et Mott-Smith accueillent le groupe sur leur bateau. En débarquant sur le quai, Kaʻiulani prononce devant la presse et les curieux un discours écrit par Davies :

« Seventy years ago, Christian America sent over Christian men and women to give religion and civilization to Hawaii. Today, three of the sons of those missionaries are at your capitol asking you to undo their father's work. Who sent them? Who gave them the authority to break the Constitution which they swore they would uphold? Today, I, a poor weak girl with not one of my people with me and all these 'Hawaiian' statesmen against me, have strength to stand up for the rights of my people. Even now I can hear their wail in my heart and it gives me strength and courage and I am strong – strong in the faith of God, strong in the knowledge that I am right, strong in the strength of seventy million people who in this free land will hear my cry and will refuse to let their flag cover dishonor to mine! »

Au cours des deux premiers jours, Kaʻiulani et les Davies font le tour de New York et reçoivent des appels, y compris celui de son cousin Kawānanakoa, bien qu'il n'ait été autorisé à lui parler que brièvement. Des dissensions se développent entre Davies et les représentants de Liliʻuokalani aux États-Unis au sujet de son influence sur Kaʻiulani. Kawānanakoa, Neumann, Macfarlane et Mott-Smith critiquent l'action de Davies qui a amené Kaʻiulani aux États-Unis sans le consentement de Cleghorn ou de la reine. Ils estiment que les déclarations publiques de Davies en faveur d'une régence à la place de la reine sapent la cause contre l'annexion et donnent l'impression d'une « lutte à trois coins ». Macfarlane, lui-même d'origine britannique, déclare à la presse : « Sa venue ne servira à rien, surtout si elle est sous l'aile d'un ultra-Britisher ».
Du 3 au 7 mars, Kaʻiulani visite Boston pendant que Cleveland attend de prêter serment en tant que président. Elle assiste à divers événements sociaux, dont plusieurs en son honneur, et visite le Massachusetts Institute of Technology (où le fils des Davies, Clive, est scolarisé) et le Wellesley College. Arrivée à Washington le 8 mars, Kawānanakoa l'accueille à la gare avec un lei floral. Elle loge à l'hôtel Arlington (en) où elle attend de pouvoir rencontrer le président. Entre-temps, Cleveland, qui a des opinions anti-impérialistes, retire le traité d'annexion le 9 mars et nomme James Henderson Blount (en) le 11 mars comme commissaire spécial pour enquêter sur le renversement. Le 13 mars, le président et la première dame Frances Cleveland reçoivent Kaʻiulani à la Maison-Blanche. Sa compagne de voyage Alice se souvient : « Nous avons été reçus par le président et Mme Cleveland et nous avons eu un bref entretien au cours duquel toute référence à notre mission a été soigneusement évitée ».
La politique reste incertaine alors qu'Hawaii attend la conclusion du rapport Blount (en). Macfarlane veut que Kaʻiulani retourne à Honolulu tandis que Davies souhaite qu'elle l'accompagne en Angleterre. Macfarlane pensait que ce retour réduisait sa perspective en faveur des Britanniques, ce qui pourrait affecter sa politique si elle devenait reine. Le 8 avril, Cleghorn écrit à Kaʻiulani : « Je pense que pour l'instant, il vaut mieux que vous ne soyez pas ici, même si j'aimerais que vous rentriez chez vous. … Les choses vont être réglées rapidement et nous saurons alors quoi faire. »

### Installation en Europe: 1893-1897

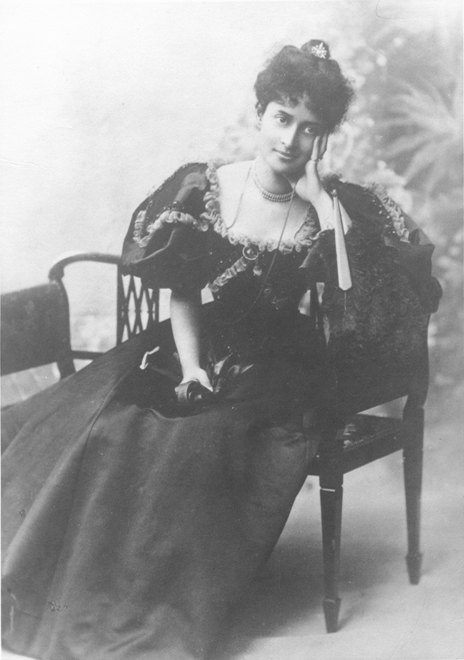
Kaʻiulani sur l'île de Jersey.

Avant le renversement de 1893, Kaʻiulani reçoit une pension annuelle du gouvernement hawaïen. En tant que membre de la famille royale, elle a reçu 5 000 dollars par an de la liste civile entre 1882 et 1888, 4 800 dollars entre 1888 et 1892 et 10 000 dollars en tant qu'héritière présomptive du trône en 1892  . Archibald Cleghorn fut également soutenu par la liste civile hawaïenne grâce à ses fonctions gouvernementales. Ces sources de revenus cessent après le renversement  .
La situation politique instable à Hawaï empêche Kaʻiulani de rentrer chez elle, et son père s'arrange pour qu'elle reste avec la famille Davies en Angleterre. Les communiqués de presse publiés sous son nom sont en réalité rédigés par Davies qui, au début, ne lui a pas demandé son avis. Il n'est pas certain que les déclarations publiques aient été faites à sa demande, mais il lui a finalement donné la possibilité d'approuver le produit final avant qu'il ne soit transmis aux médias de l'époque. L'adolescente Kaʻiulani passe l'été 1893 avec la famille Davies à Killiney, en Irlande, où elle et ses amis jouent au cricket et prennent le thé.
Cet hiver-là, Mary Ellen Davies envoie sa fille Alice à Wiesbaden, en Allemagne, avec Kaʻiulani et trois autres femmes du même âge. Voyageant avec une chaperonne, elles sont principalement là pour apprendre la langue allemande. Alice dit plus tard : « … j'oublie à peu près tout de ce voyage, sauf qu'elle a fait de nombreuses conquêtes parmi les officiers allemands susceptibles que nous avons rencontrés ». Lillian Kennedy, une amie de la famille, se souvient d'une jeune femme très amusante qui se livrait à des batailles de polochons et jouait à cache-cache. La politique à Hawaï commence à lui sembler lointaine et moins importante. Elle commence à apprécier la vie à l'étranger, à tel point qu'elle résiste à retourner chez les Davies pour redevenir un atout politique.
Habituée à la vie d'une femme de la société victorienne, Kaʻiulani préfère sa nouvelle vie. Le 10 juin 1894, elle écrit à son père pour lui faire part de sa tristesse face au changement survenu à Hawaï et lui demande d'envisager une vie à l'étranger, en Europe. Après la contre-révolution royaliste de 1895 (en), il accepte. Alors qu'ils sont à l'étranger, la nouvelle de la mort de sa demi-sœur Annie, le 6 mars 1897, affecte à la fois Kaʻiulani et Cleghorn .

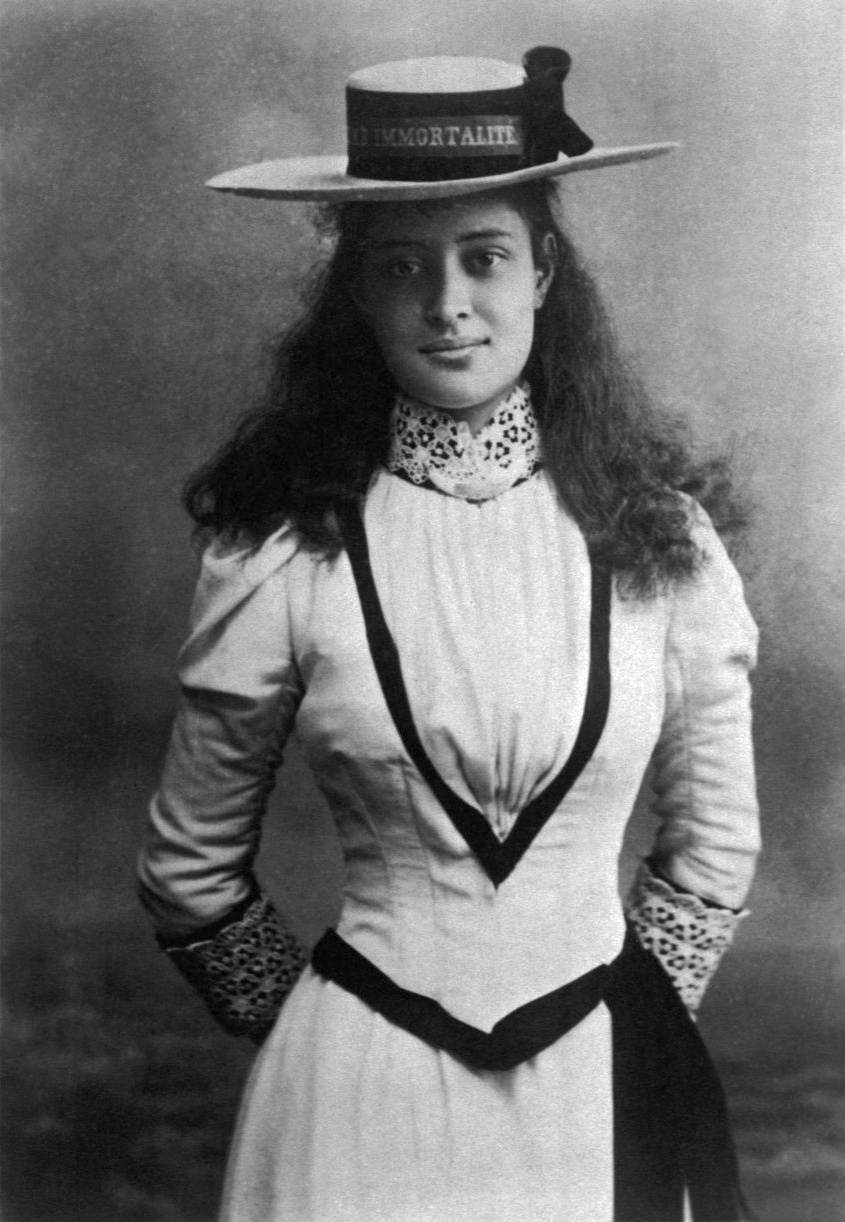
Kaʻiulani à Londres.

D'août 1895 à octobre 1897, elle et son père mènent une vie d'aristocrates itinérants à travers l'Europe et les îles britanniques. Ils séjournent sur la Côte d'Azur, à Paris et sur l'île de Jersey, ainsi qu'en Angleterre et en Écosse  . Kaʻiulani est traitée comme un membre de la famille royale sur la Côte d'Azur, où ils passent l'hiver chaque année et se font des amis, dont Nevinson William (Toby) de Courcy, un aristocrate britannique qui correspond avec elle au cours des trois années suivantes et conserve ses lettres jusqu'à sa mort .
Pendant ces années, Kaʻiulani commence à souffrir de maladies récurrentes, écrivant à sa tante Liliʻuokalani qu'elle a eu sept fois la grippe pendant qu'elle vivait à l'étranger. Elle se plaint également de maux de tête, de perte de poids, de problèmes oculaires et d'évanouissements. Un épisode de migraine à Paris le 4 mai 1897 l'empêche d'assister au Bazar de la Charité, qui prend feu et tue un certain nombre de femmes de la noblesse française, dont la duchesse d'Alençon . Les dépenses croissantes exacerbent également la situation financière exsangue de Cleghorn, qui écrit à Liliʻuokalani pour lui demander de l'aide.
Kaʻiulani ne connait pas grand-chose à la gestion financière et n'a aucun moyen de rembourser ses bienfaiteurs. Alors que son financement s'épuise, elle se demande si le gouvernement provisoire lui accordera une allocation. Son père n'ayant pas les moyens de subvenir à ses besoins, tous deux dépendent de la générosité d'autrui. Davies est un homme d'affaires intransigeant, issu de la classe ouvrière, qui a fait fortune dans les plantations de sucre à Hawaï. Bien qu'il ait accepté d'apporter son aide sur le plan financier, il reproche à la princesse ses dépenses inconsidérées en 1894 : « Je suis déçu par ce que vous dites sur les questions d'argent, car j'ai toujours été désagréablement simple à ce sujet […]. Vous avez la chance d'être une héroïne, mais si vous ne faites pas preuve de résolution et de maîtrise de soi […] nous échouerons tous ». Il l'avertit que tout financement du gouvernement provisoire l'oblige à soutenir leur cause. Il tente d'amener Kaʻiulani à se recentrer sur l'objectif à venir concernant Hawaï, mais elle veut prendre en charge son propre destin. Le stress causé par sa situation financière a un effet néfaste sur sa santé mentale et physique, et elle tombe dans une dérive émotionnelle.

### Retour à Hawaï: 1897
Kaʻiulani se sent obligée de rendre des comptes à sa famille à Hawaï, en particulier à sa tante malade, la reine douairière Kapiʻolani. Cependant, la princesse se méfie de son avenir incertain en tant qu'ancienne reine et hésite à accepter la perspective d'un mariage arrangé dans son pays d'origine. De plus, elle s'habitue de plus en plus à la vie à l'étranger. En dépit de ses réticences, l'évolution de la situation politique à Hawaï la rappelle à la maison en 1897 . Le 16 juin, le successeur de Cleveland, le président William McKinley, présente au Sénat des États-Unis une nouvelle version du traité d'annexion visant à incorporer la République d'Hawaï aux États-Unis. Liliʻuokalani dépose une protestation officielle auprès du Secrétaire d'État John Sherman. Les Hawaïens opposés à l'annexion se regroupent, y compris l'entité politique Hui Kālaiʻāina (en) qui lance des pétitions (en) pour s'opposer à l'annexion .

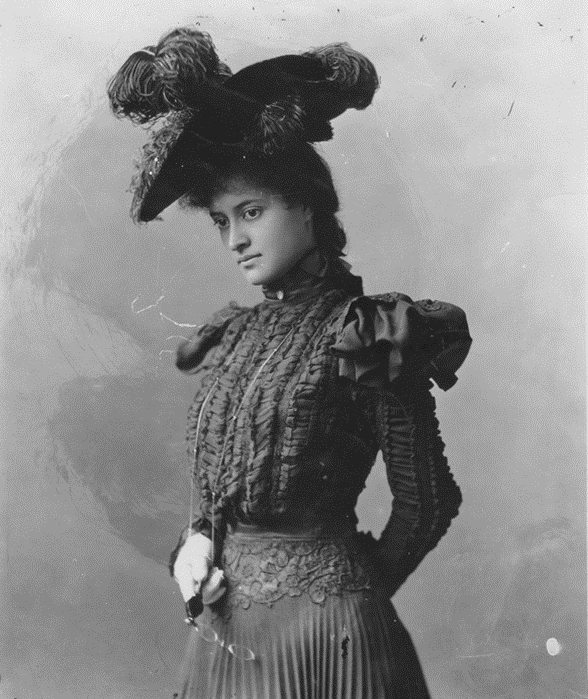
Kaʻiulani à San Francisco sur le chemin du retour à Hawaï, 1897

Entre 1896 et 1897, elle divulgue ses projets de retour à Hawaï dans deux lettres franches écrites à son ami Toby de Courcy. Dans la première lettre, écrite à l'automne 1896 depuis Rozel, Jersey, elle lui confie qu'un engagement secret est arrangé et qu'elle devrait revenir en avril de l'année suivante  . Dans une lettre ultérieure datée du 4 juillet depuis Tunbridge Wells, elle explique à Toby qu'elle rendra visite à sa tante Liliʻuokalani aux États-Unis. La décision de retourner à Hawaï n'est pas encore prise. Kaʻiulani ajoute que « si j'allais voir ma tante, je ne resterais qu'environ trois [sic] semaines là-bas et je reviendrais ici (en Europe) » , bien que Davies « puisse penser qu'il est souhaitable que je retourne chez moi à la fin de cet hiver ». En août et septembre, Kaʻiulani et son père font des appels d'adieu à des amis , embauchent une domestique irlandaise, Mary O'Donell, pour l'aider et préparer leur retour à Hawaï.
Kaʻiulani et son père Cleghorn quittent Southampton pour New York le 9 octobre 1897. Après un bref séjour à l'hôtel Albemarle (en) de New York, ils se rendent à Washington pour rendre hommage à la reine Liliʻuokalani, qui séjourne à Ebbett House dans la capitale américaine pour faire pression contre l'annexion (en). Kaʻiulani et Cleghorn prennent ensuite un train en direction de l'ouest et arrivent à San Francisco le 29 octobre, où ils séjournent à l'Occidental Hotel (en)  . Au cours de ses voyages à travers les États-Unis, de nombreux journalistes l'interviewent, bien que son père veille à la préserver de tout sujet politique. De nombreux détracteurs de la monarchie ont dépeint une image négative des Hawaïens, en particulier de Kaʻiulani et de sa tante Liliʻuokalani. Les interviews de la princesse hawaïenne permettent toutefois de dissiper ces rumeurs . Un journaliste du journal The San Francisco Examiner écrit : « Une princesse barbare ? Pas du tout… Plutôt la fleur même - exotique - de la civilisation. La princesse Kaʻiulani est une personne charmante et fascinante ». Selon l'historienne Andrea Feeser, les portraits contemporains de Kaʻiulani étaient « façonnés par des stéréotypes de race et de sexe, et bien qu'ils se voulaient favorables, ils ne lui accordaient aucune autorité », l'accent étant mis sur ses traits caucasiens, ses manières victoriennes, sa fragilité féminine et son exotisme.
Kaʻiulani et son père quittent San Francisco le 2 novembre et arrivent à Honolulu le 9 novembre au matin. Des milliers de sympathisants, dont son cousin Kawānanakoa, l'accueille sur le port d'Honolulu et la couvre de guirlandes de lei et de fleurs. Ils retournent à ʻĀinahau où Kaʻiulani doit reprendre sa vie de simple citoyenne . Son père a fait construire un nouveau manoir à deux étages de style victorien conçu par l'architecte Clinton Briggs Ripley (en) à côté du bungalow qui avait été la maison de son enfance pendant les années où elle était à l'étranger . Malgré son absence de statut politique, elle continue à recevoir des visiteurs et fait des apparitions publiques lors d'événements organisés par des monarchistes et des partisans de la République .
La Société de la Croix-Rouge hawaïenne est créée en juin 1898, avec comme présidente la femme de Harold M. Sewall, alors ministre des États-Unis auprès de la République. La première dame Anna Prentice Cate Dole, est choisie comme première vice-présidente, et Kaʻiulani comme deuxième vice-présidente. On ne sait pas si la princesse a donné son accord pour faire partie du comité, mais elle n'a pas assisté à la réunion suivante des membres du bureau.
Au Sénat américain, le traité d'annexion de McKinley n'est pas adopté après des mois sans vote. Cependant, à la suite du déclenchement de la guerre hispano-américaine, Hawaï est annexée de toute façon par la résolution Newlands, une résolution commune du Congrès, le 4 juillet 1898. Avec l'annexion imminente d'Hawaii à quelques semaines seulement et Liliʻuokalani toujours à Washington, Hawaï veut montrer son soutien aux troupes américaines se rendant sur le théâtre de la guerre dans le Pacifique. En outre, le trafic portuaire est synonyme de revenus pour les entreprises locales. Cleghorn et Kaʻiulani lancent une invitation ouverte aux troupes américaines en visite à séjourner à ʻĀinahau, bien qu'il s'agisse plus probablement d'une idée de son père. Elle écrit à Liliʻuokalani : « Je suis sûre que vous seriez dégoûtée si vous pouviez voir la façon dont la ville est décorée pour les troupes américaines. Honolulu se ridiculise et j'espère seulement que nous ne serons pas ridiculisés ».
La cérémonie d'annexion se tient le 12 août 1898 dans l'ancien palais ʻIolani, aujourd'hui utilisé comme bâtiment exécutif du gouvernement. Le président Dole remet « la souveraineté et la propriété publique des îles hawaïennes » au ministre américain Harold M. Sewall. Le drapeau de la République d'Hawaï est abaissé et le drapeau des États-Unis hissé à sa place : « Quand la nouvelle de l'annexion est arrivée, elle a été plus amère que la mort pour moi », déclare Kaʻiulani au San Francisco Chronicle. « Liliʻuokalani et Kaʻiulani, les membres de leur famille et leurs serviteurs boycottèrent l'événement et s'enfermèrent à Washington Place en signe de deuil . Le gouvernement républicain tente de l'inviter au bal de l'annexion, ce à quoi elle répond en disant : « Pourquoi ne me demandez-vous pas si je vais abaisser le drapeau hawaïen pour eux ? ».
Le 7 septembre 1898, Kaʻiulani accueille la commission du Congrès américain et plus de 120 invités lors d'un grand lūʻau à ʻĀinahau. Les commissaires : le nouveau gouverneur territorial Dole, les sénateurs Shelby Cullom de l'Illinois et John Tyler Morgan de l'Alabama, le représentant Robert R. Hitt (en) de l'Illinois, et le juge associé d'Hawaï et futur gouverneur territorial Walter F. Frear (en) sont chargés de former un nouveau gouvernement territorial. Kaʻiulani organise l'événement pour souligner l'importance de la culture hawaïenne et commence le luau en trempant son doigt dans le poï . Le lūʻau à ʻĀinahau pour la fête du Congrès est dépeint dans le film de 2009 comme une lutte pour le suffrage hawaïen, qui était garanti par la loi organique hawaïenne (en) de 1900 .

### Vie privée

#### Surf
Kaʻiulani a toujours été une jeune femme athlétique, qui aimait l'équitation, le surf, la natation, le croquet et le canoë . Dans une interview accordée en 1897 au journal The Sun (New York), elle déclare : « J'adore monter à cheval, conduire (en), nager, danser et faire du vélo. Ma mère m'a appris à nager presque avant que je sache marcher ». Surfeuse passionnée sur les rives de Waikiki, sa planche de surf alaia de 7 feet et 4 inch en koa (acacia koa) est conservée au musée Bishop. Acquise par le musée en 1922 auprès de la succession de son père décédé, elle est l'un des rares exemples de planches de surf hawaïennes du XIXe siècle à avoir survécu.
Selon la croyance populaire, elle pourrait avoir été la première surfeuse des îles britanniques, mais le Museum of British Surfing (en) affirme que « la seule preuve tangible - jusqu'à présent - est une lettre dans laquelle elle écrit qu'elle a aimé “être à nouveau sur l'eau” à Brighton » . Ses trois cousins Kawananakoa, Kuhio et Keliʻiahonui sont les premiers à pratiquer le surf en Californie en 1885. Kawananakoa et Kūhiō sont devenus les premiers surfeurs masculins des îles britanniques en 1890, lorsqu'ils ont surfé avec leur tuteur John Wrightson (en) à Bridlington, dans le nord de l'Angleterre. La tenue de bain des membres de la famille royale hawaïenne à l'esprit victorien aurait été un maillot de bain intégral en laine ou en coton .

#### Robert Louis Stevenson
Kaʻiulani est une peintre qui appréciait la compagnie d'autres artistes. Pendant qu'elle est sous la tutelle de Davies, elle envoie quelques-unes de ses peintures d'Angleterre à Hawaï. Lorsque Kalakaua est malade au cours de sa dernière année, elle lui envoie une peinture pour lui remonter le moral. Les quelques peintures qui lui restent se trouvent à Hawaii . Elle connaît Joseph Dwight Strong (en), peintre paysagiste à la cour de Kalakaua, et Isobel Osbourne, dame d'honneur de Likelike. Le beau-père d'Isobel est l'écrivain écossais Robert Louis Stevenson. En juin 1888, Stevenson affrète le yacht Casco et part avec sa famille de San Francisco. Le poète passe près de trois ans dans le Pacifique oriental et central, s'arrêtant pour des séjours prolongés aux îles Hawaï, où il devient un bon ami du roi Kalākaua et de Ka'iulani . Stevenson et la princesse se promènent souvent à ʻĀinahau et s'asseyent sous le banian. Avant son départ, Stevenson compose un poème pour elle. Il écrit plus tard à son ami Will Hicok Low : « Si vous voulez cesser d'être républicain, voyez ma petite Kaiulani, quand elle traverse [les États-Unis] ». L'historien A. Grove Day (en) note : « De toutes ses amitiés insulaires, c'est la liaison platonique avec la princesse à moitié écossaise qui a le plus persisté dans l'imagination des amoureux d'Hawaiiana ».
Forth from her land to mine she goes,

The island maid, the island rose,

Light of heart and bright of face,

The daughter of a double race …

But our Scots islands far away

Shall glitter with unwonted day,

And cast for once their tempest by

To smile in Kaiulani's eye.
—  Robert Louis Stevenson, Ka'iulani, 1889

#### Rumeurs de mariage et de fiançailles

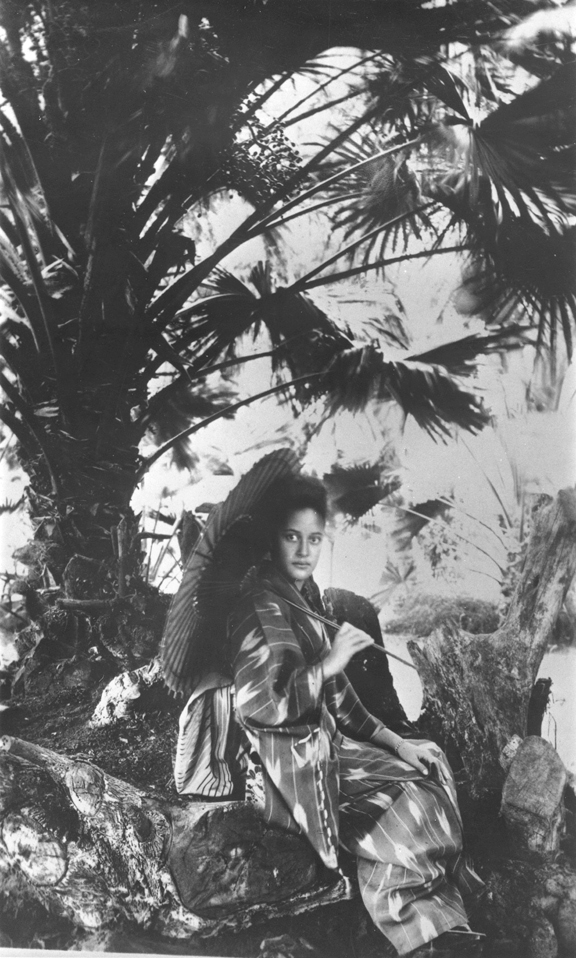
Kaʻiulani portant un kimono japonais traditionnel

Au cours de sa tournée mondiale de 1881, Kalākaua tient une réunion secrète avec l'empereur Meiji et propose d'unir les deux nations dans une alliance avec un mariage arrangé entre sa nièce de 5 ans Kaʻiulani et le prince Yamashina Sadamaro, âgé de 13 ans. D'après les lettres existantes adressées au roi, à la fois par le prince Sadamaro, sur les conseils de son père, et par le ministre japonais des Affaires étrangères Inoue Kaoru refuse la proposition au nom du gouvernement japonais. En février 1893, la canonnière de la marine impériale japonaise Naniwa est amarrée à Pearl Harbor avec le prince japonais à bord. Des rumeurs circulent dans la presse américaine selon lesquelles les Japonais envisageaient une intervention militaire.
De 1893 jusqu'à sa mort, des rumeurs sur la personne que Kaʻiulani épouserait ont circulé dans la presse américaine et hawaïenne, et à une occasion, elle est poussée à se marier par la reine Liliʻuokalani. Lorsque Clive Davies, fils du tuteur de Kaʻiulani, Theo H. Davies, est étudiant au Massachusetts Institute of Technology en 1893, la rumeur disait qu'il est le fiancé de Kaʻiulani. Bien que la princesse ait séjourné occasionnellement avec la famille pendant son séjour en Angleterre, son père a déclaré qu'il n'y avait pas de fiançailles entre les deux jeunes gens et que les rumeurs étaient « absurdes et grotesques ». Malgré le démenti, les rumeurs persistèrent pendant un certain temps. Cependant, Clive fut fiancé à Edith Fox, fille de l'ingénieur civil Francis Fox, entre 1896 et 1898 alors qu'il résidait à Honolulu et s'occupait des affaires de son père.
Le 29 janvier 1894, alors que Ka'iulani a dix-neuf ans, Lili'uokalani lui écrit pour lui demander d'envisager d'épouser soit le prince David Kawānanakoa, soit le prince Jonah Kūhiō Kalaniana'ole, ou un prince japonais anonyme (alors étudiant à Londres). Elle lui a rappelé : « De vous dépend alors l'espoir de la nation et malheureusement nous ne pouvons pas toujours faire ce que nous voulons. »  Il a fallu cinq mois à Kaʻiulani pour répondre à la suggestion de Liliʻuokalani. Elle répond qu'elle préférerait se marier par amour à moins que cela ne soit nécessaire, déclarant : « Je pense que ce serait mal si j'épousais un homme que je n'aime pas. »  D'après des lettres personnelles et des lettres de ses amis, de nombreux prétendants ont courtisé Kaʻiulani alors qu'elle résidait en Angleterre et en Europe. Avant son retour à Hawaï en novembre 1897, Kaʻiulani confia à son ami Toby de Courcy qu'elle devrait mettre fin à sa cour avec l'un de ses « jeunes hommes » car un mariage arrangé l'attendait à Hawaï. Elle a également laissé entendre que l’union, approuvée par son père et Theo H. Davies, est gardée secrète pour des raisons politiques. Elle se lamenta : « J'ai dû naître sous une mauvaise étoile, car il semble que ma vie ait été planifiée de telle manière que je ne puisse pas la modifier. »  L'historienne Marilyn Stassen-McLaughlin et la biographe Sharon Linnea n'ont pas pu identifier l'homme derrière l'union secrète à partir des sources primaires, mais ont supposé qu'il s'agissait de Kawānanakoa, car il est le seul candidat probable à une union politique après le mariage de Kūhiō en 1896 .

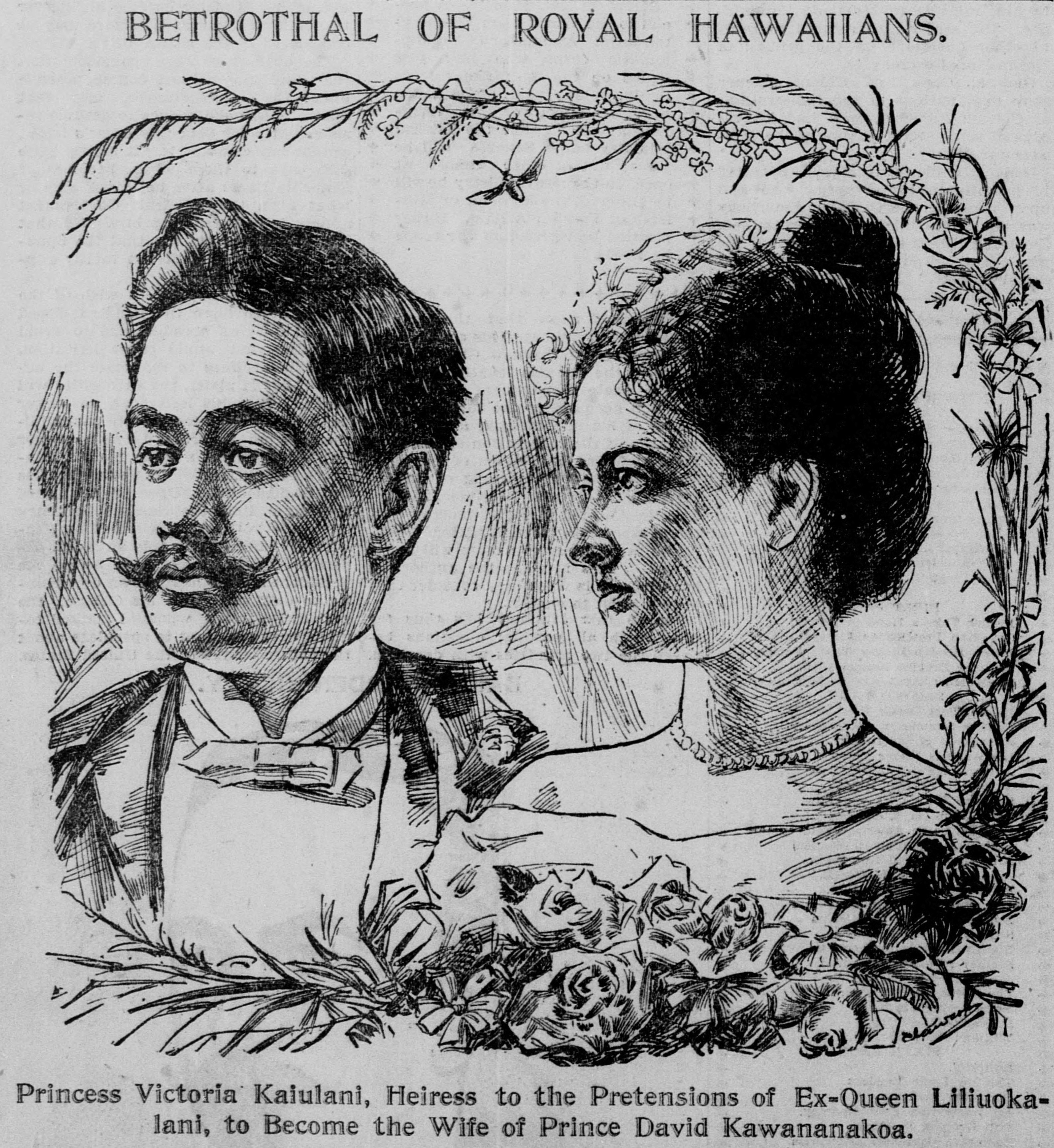
« Les fiançailles des Royal Hawaiians », publié dans The San Francisco Call, 1898.

Les archives indiquent qu'il y a peut-être eu un accord écrit de fiançailles avec Kawānanakoa, qui est rapidement annulé. Selon le rapport, les fiançailles dépendaient de la finalisation des actes de propriété d'un important patrimoine immobilier, transféré de la reine Kapiʻolani à Kawānanakoa et Kalanianaʻole. Kapiʻolani a fait don de tous ses biens, immobiliers et personnels avec la stipulation expresse que la documentation ne soit pas exécutée avant qu'elle ne soit prête. Kapiʻolani voulait retarder le transfert jusqu'à ce qu'elle soit trop âgée pour gérer la propriété elle-même et/ou qu'elle croie qu'elle est proche de la mort. Elle a vu le document pour la dernière fois chez son notaire Carlos A. Long, avec ses instructions pour que des modifications soient apportées au libellé. Au lieu de cela, les frères ont fait exécuter l'acte immédiatement, à son insu.
Les traditions familiales sont également contradictoires quant à la nature exacte de sa relation avec Kawānanakoa. La nièce de Kaʻiulani, Mabel Robertson Lucas (fille de sa sœur Rose) a déclaré que les deux cousins étaient proches mais seulement comme des frères et sœurs . La biographie de Kaʻiulani par Nancy et Jean Francis Webb en 1962 indique que la future épouse de Kawānanakoa, Abigail Campbell Kawānanakoa, a déclaré à un biographe ou à un ami proche anonyme que « bien sûr, je n'aurais jamais pu épouser David si Kaʻiulani avait vécu ». La collection du musée Bishop contient un certain nombre de bijoux appartenant à Kaʻiulani, notamment un collier de diamants et d'aigue-marines qui lui est offert par la reine Kapiʻolani en 1897, en l'honneur de ses fiançailles avec un prétendant anonyme. Kaʻiulani a remplacé la chaîne attachant les pierres précieuses par des rangées de petites perles.

### Mort et enterrement: 1898-1899

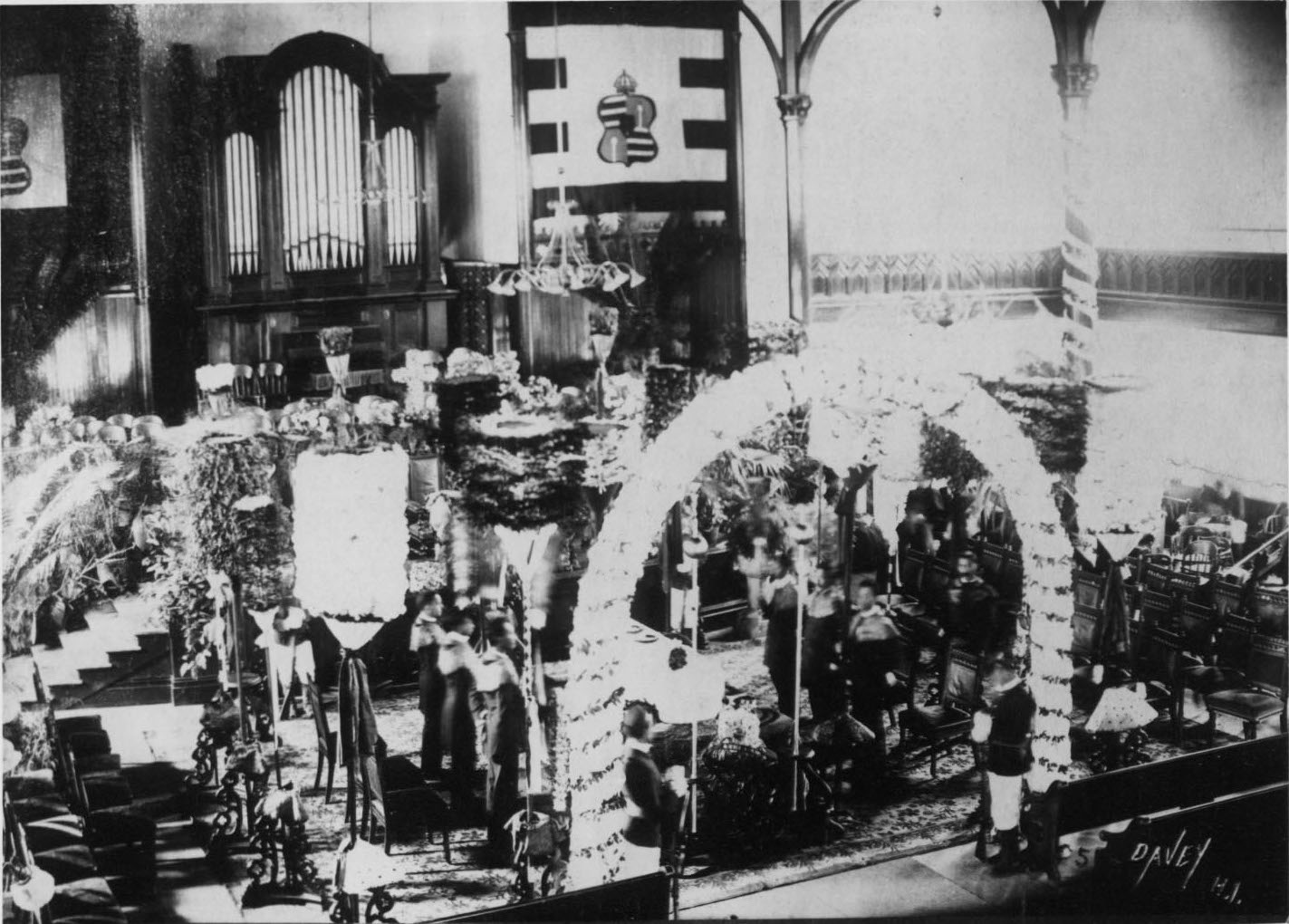
Funérailles en 1899.

À la mi-janvier 1899, Kaʻiulani tombe malade. Après un traitement médical, le public est informé deux semaines plus tard qu'elle est en voie de guérison. Cependant, Kaʻiulani est encore fragile et sa maladie persiste. Une pétition adressée au président William McKinley et au Congrès, exhortant les États-Unis à accorder une pension à la princesse, est en circulation pour recueillir des signatures. Sa maladie se développe en rhumatisme inflammatoire et elle souffre également d'un goitre exophtalmique.
Kaʻiulani meurt le 6 mars 1899. Le protocole hawaïen stipule que le corps d'un aliʻi (royal) ne peut être déplacé qu'après minuit suivant le décès et doit être enterré le jour du sabbat. Elle reste dans sa maison jusqu'au samedi 11 mars. La route de ʻĀinahau jusqu'à l'église de Kawaiahaʻo où est exposé le corps se transforme en cortège funèbre important.
Ses restes sont amenés au mausolée royal d'Hawaï à Mauna Ala dans la vallée de Nuuanu pour y être enterrés. Elle est enterrée dans la chapelle principale du mausolée, rejoignant sa mère Likelike et les autres membres décédés des maisons royales de Kalākaua et Kamehameha . Lors d'une cérémonie présidée par Liliʻuokalani, les restes de la famille sont transférés une dernière fois dans la crypte souterraine de Kalākaua après que le bâtiment principal du mausolée ait été transformé en chapelle.

## Impact culturel et héritage

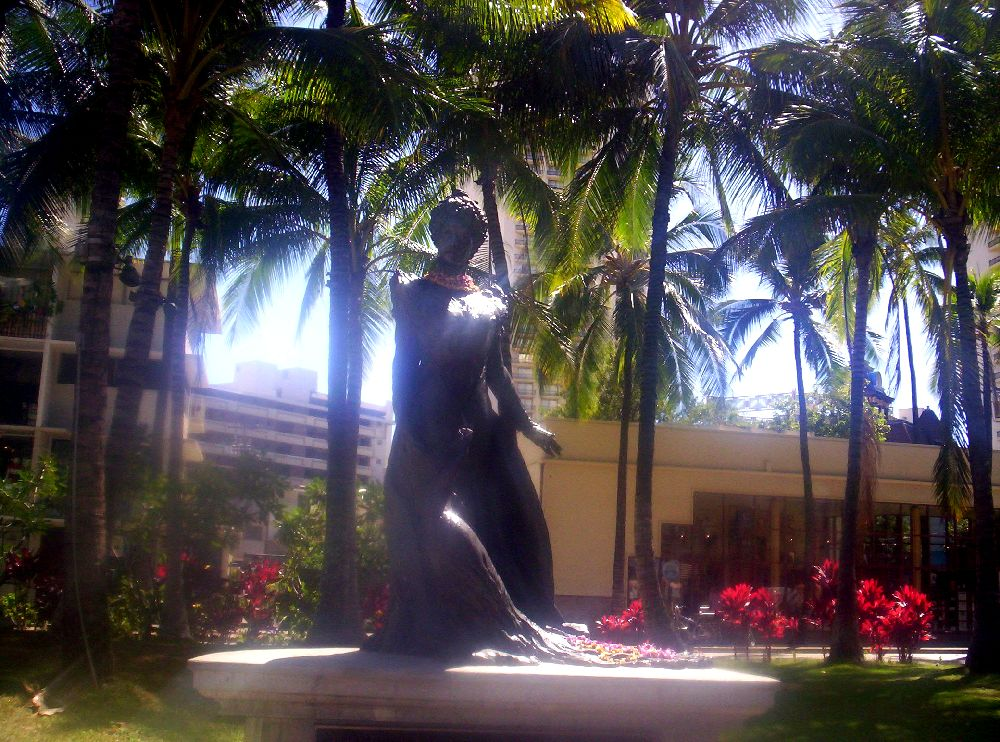
La statue de Ka'iulani à Waikiki

Lorsque Kaʻiulani naît, les rues d'Honolulu sont éclairées par des lampes à pétrole. En 1881, durant son tour du monde, le roi Kalākaua assiste à une démonstration de lampes électriques par Thomas Edison. En 1886, le palais ʻIolani devient le premier bâtiment d'Hawaï à être électrifié. Le 23 mars 1888, alors que Honolulu inaugure l'éclairage électrique de ses rues, Kaʻiulani, âgée de 12 ans, active le générateur pour illuminer la ville.
En 1999, une statue de la princesse est érigée à Waikiki à l'initiative des hôtels Outrigger. Chaque mois d'octobre, un festival de hula pour enfants a lieu en son honneur à l'hôtel Sheraton Princess Kaiulani, construit sur l'ancien domaine de ʻĀinahau.
Plusieurs projets culturels célèbrent son héritage. En 2007, Jennifer Fahrni fonde le Kaʻiulani Project afin de promouvoir la mémoire et la culture double de la princesse. Le projet inclut des représentations publiques et des lectures de pièces de théâtre inspirées de sa vie, comme Kaʻiulani: The Island Rose,. En 2010, le Lahaina Royal Hoʻike organise, pour la première fois en un siècle, des cérémonies protocolaires en son honneur.
Le domaine familial de ʻĀinahau est proposé au gouvernement hawaïen par Archibald Cleghorn après sa mort en 1910, mais l'offre est refusée. La propriété est vendue et la maison victorienne devient un hôtel avant d'être détruite en 1921. Le figuier banyan de Kaʻiulani, pris en charge par les Daughters of Hawaii, est abattu en 1949 pour des raisons de sécurité. Une bouture de cet arbre, plantée en 1900 à l'école primaire Kaʻiulani, survit encore aujourd'hui .
En 2009, le film Princess Kaʻiulani, initialement intitulé Barbarian Princess, retrace la vie de la princesse. Présenté en première mondiale à Honolulu lors du Festival international du film d'Hawaï, il suscite des controverses autour de son titre mais rencontre un fort succès local.
Dans le roman de Jules Verne L'Île à hélice (partie 1, chapitre IX), elle doit lutter contre un fils de Liliuokalani nommé Adey, or la reine n'eut pas d'enfant.

#### Ouvrages
- Helena G. Allen, The Betrayal of Liliʻuokalani: Last Queen of Hawaii, 1838–1917, Glendale, CA, Arthur H. Clark Company, 1982 (ISBN 978-0-87062-144-4, OCLC 9576325, lire en ligne)

- Ernest Jr. Andrade, Great Britain and the Hawaiian Revolution and Republic, 1893–1898, vol. 24, Honolulu, Hawaiian Historical Society, 1990, 91–116 p. (OCLC 60626541, hdl 10524/562, lire en ligne [archive du 26 juin 2020])

- William N. Armstrong, Around the World with a King, New York, Frederick A. Stokes, 1904 (OCLC 489773, lire en ligne [archive du 17 mars 2016])

- Douglas V. Askman, Her Majesty's Disloyal Opposition: An Examination of the English-Language Version of Robert Wilcox's the Liberal, 1892–1893, vol. 42, Honolulu, Hawaiian Historical Society, 2008, 177–200 p. (OCLC 60626541, hdl 10524/135, lire en ligne [archive du 26 juin 2020])

- John E. Baur, When Royalty Came To California, vol. 67, Honolulu, Hawaiian Historical Society, 1922, 244–64 p. (DOI 10.2307/25158494, JSTOR 25158494, lire en ligne), chap. 4

- Stephen R. Bunford, Kamehameha's Crown: A History of the Hawaiian Monarchy, Bloomington, IN, Worldclay, 2011, 184–96 p. (ISBN 978-1-60481-945-8, OCLC 865107256, lire en ligne [archive du 10 juillet 2020]), « Kaʻiulani, the Peacock Princess »

- John R. K. Clark, Hawaiian Surfing: Traditions from the Past, Honolulu, University of Hawaii Press, 2011 (ISBN 978-0-8248-6032-5, OCLC 794925343, lire en ligne)

- Thomas A. K. Cleghorn, Nellie Yarnell Maxwell Cleghorn, Dorothy Argow et Katherine B. Allen, Thomas Alexander Kaulaahi Cleghorn, Honolulu, The Watumull Foundation, 1979, 1–82 p. (OCLC 10006035, hdl 10524/48595, lire en ligne [archive du 27 juin 2020])

- Theophilus Harris Davies, The Hawaiian Situation, vol. 156, 1893, 605–10 p. (ISSN 0029-2397, OCLC 84186580, JSTOR 25103136), chap. 438

- Sanford B. Dole, Memoirs of the Hawaiian Revolution, Honolulu, The Honolulu Advertiser, 1936 (OCLC 4823270, lire en ligne [archive du 29 décembre 2019])

- ʻÖiwi: A Native Hawaiian Journal, vol. 2, Honolulu, Kuleana ʻÖiwi Press, 2002 (ISBN 0-9668220-2-1, OCLC 402770968, lire en ligne)

- Environmental Impact Statement Preparation Notice: Princess Kaʻiulani Renovation & Development and the Replacement of the Moana Surfrider Hoetel Diamond Head with a New Tower, Honolulu, Kyo-ya Hotel & Resorts, février 2009 (lire en ligne)

- Andrea Feeser et Gaye Chan, Waikiki: A History of Forgetting and Remembering, Honolulu, University of Hawaii Press, 2006 (ISBN 978-0-8248-2979-7, OCLC 1090204874, JSTOR ctt6wqr1w, lire en ligne)

- Camilla Fojas, Islands of Empire: Pop Culture and U.S. Power, Austin, University of Texas Press, 2014, 93–94 p. (ISBN 978-0-292-75632-8, OCLC 958293300, DOI 10.7560/756304, JSTOR 10.7560/756304.8, lire en ligne)

- David W. Forbes, Encounters with Paradise: Views of Hawaii and Its People, 1778–1941, Honolulu, Honolulu Academy of Arts, 1992 (ISBN 978-0-7103-0454-4, OCLC 24550242)

- Hawaiian National Bibliography, 1780–1900, vol. 4: 1881–1900, Honolulu, University of Hawaii Press, 2003 (ISBN 978-0-8248-2636-9, OCLC 123279964, lire en ligne [archive du 13 juin 2020])

- James L. Haley, Captive Paradise: A History of Hawaii, New York, St. Martin's Press, 2014 (ISBN 978-0-312-60065-5, OCLC 865158092, lire en ligne [archive du 13 juin 2020])

- Hawaii Legislature, Chapter XLVI. An Act Making Specific Appropriations For The Use Of The Government During The Two Years Which End With The 31st Day of Mars, In The Year One Thousand Eight Hundred And Eighty-Four, Honolulu, Black & Auld, coll. « Laws of His Majesty Kalakaua, King of the Hawaiian Islands: Passed by the Legislative Assembly at Its Session of 1882 », 1882, 107–21 p. (OCLC 42350849, lire en ligne [archive du 9 juillet 2020])

- Hawaii Legislature, Chapter LXXV. An Act Making Specific Appropriations For The Use of The Government During The Two Years Which End With The 31st Day of Mars, In The Year A. D. 1890, Honolulu, Black & Auld, coll. « Laws of His Majesty Kalakaua, King of the Hawaiian Islands: Passed by the Legislative Assembly at Its Session of 1882 », 1888, 166–81 p. (OCLC 42350849, lire en ligne [archive du 9 juillet 2020])

- Hawaii Legislature, Chapter LXXVIII. An Act Making Specific Appropriations For The Use Of The Government During The Two Years Which End With The 31st Day Of Mars, In The Year A. D. 1894, Honolulu, Robert Grieve, coll. « Laws of Her Majesty Liliʻuokalani, Queen of the Hawaiian Islands: Passed by the Legislative Assembly at Its Session, 1892 », 1892, 197–228 p., Binder's title: Hawaiian Islands laws (OCLC 156231006, lire en ligne [archive du 26 juin 2020])

- William C. Jr. Hodges, The Passing of Liliʻuokalani: Preceded by a Brief Historical Interpretation of the Life of Liliʻuokalani of Hawaii, Honolulu, Honolulu Star-Bulletin, 1918 (OCLC 4564101, lire en ligne [archive du 12 juillet 2017])

- Edwin Palmer Hoyt, Davies: The Inside Story of a British-American Family in the Pacific and Its Business Enterprises, Honolulu, Topgallant Publishing Company, 1983 (ISBN 978-0-914916-57-4, OCLC 10198570, lire en ligne)

- Sydney Lehua Iaukea, The Queen and I: A Story of Dispossessions and Reconnections in Hawaiʻi, Berkeley, University of California Press, 2012 (ISBN 978-0-520-95030-6, OCLC 763161035, lire en ligne [archive du 12 avril 2020] )

- Arthur Johnstone, Recollections of Robert Louis Stevenson in the Pacific, London : Chatto & Windus, 1905 (ISBN 9780841453241, OCLC 978647261, lire en ligne)

- A. Francis Judd et Hawaiian Historical Society, Lunalilo, the Sixth King of Hawaii, Honolulu, Hawaiian Historical Society, 1936, 27–43 p. (hdl 10524/50, lire en ligne [archive du 26 juin 2020])

- Peter Kaeo et Queen Emma, News from Molokai, Letters Between Peter Kaeo & Queen Emma, 1873–1876, Honolulu, The University Press of Hawaii, 1976 (ISBN 978-0-8248-0399-5, OCLC 2225064, hdl 10125/39980, lire en ligne [archive du 27 juin 2020])

- Ralph Thomas Kam, Death Rites and Hawaiian Royalty: Funerary Practices in the Kamehameha and Kalākaua Dynasties, 1819–1953, S. I., McFarland, Incorporated, Publishers, 2017 (ISBN 978-1-4766-6846-8, OCLC 966566652, lire en ligne [archive du 24 décembre 2019])

- Ralph Thomas Kam, The Legacy of ʻĀinahau: The Genealogy of Kaʻiulani's Banyan, vol. 45, Honolulu, Hawaiian Historical Society, 2011, 49–68 p. (OCLC 60626541, hdl 10524/33781, lire en ligne [archive du 26 juin 2020])

- Lori Kamae, The Empty Throne, Honolulu, Topgallant Publishing Co., 1980 (ISBN 978-0-914916-44-4, OCLC 7080687, lire en ligne [archive du 29 décembre 2019])

- Stacy L. Kamehiro, The Arts of Kingship: Hawaiian Art and National Culture of the Kalākaua Era, Honolulu, University of Hawaii Press, 2009 (ISBN 978-0-8248-3263-6, OCLC 663885792, lire en ligne)

- George S. Kanahele, Waikīkī, 100 B.C. to 1900 A.D.: An Untold Story, Honolulu, University of Hawaii Press, 1995 (ISBN 978-0-8248-1790-9, OCLC 33009852, lire en ligne)

- Ralph Simpson Kuykendall, Negotiation of the Hawaiian Annexation Treaty of 1893, Honolulu, Hawaiian Historical Society, 1943, 5–64 p. (hdl 10524/90, lire en ligne [archive du 29 juin 2020])

- Ralph Simpson Kuykendall, The Hawaiian Kingdom 1778–1854, Foundation and Transformation, vol. 1, Honolulu, University of Hawaii Press, 1965 (ISBN 0-87022-431-X, OCLC 47008868, lire en ligne [archive du 25 septembre 2014])

- Ralph Simpson Kuykendall, The Hawaiian Kingdom 1854–1874, Twenty Critical Years, vol. 2, Honolulu, University of Hawaii Press, 1953 (ISBN 978-0-87022-432-4, OCLC 47010821, lire en ligne [archive du 13 décembre 2014])

- Ralph Simpson Kuykendall, The Hawaiian Kingdom 1874–1893, The Kalākaua Dynasty, vol. 3, Honolulu, University of Hawaii Press, 1967 (ISBN 978-0-87022-433-1, OCLC 500374815, lire en ligne [archive du 20 janvier 2015])

- Liliʻuokalani, Hawaii's Story by Hawaii's Queen, Liliʻuokalani, Boston, Lee & Shepard, 1898 (ISBN 978-0-548-22265-2, OCLC 2387226, lire en ligne)

- Sharon Linnea, Princess Kaʻiulani: Hope of a Nation, Heart of a People, Grand Rapids, MI, William B. Eerdmans Publishing Company, 1999 (ISBN 978-0-8028-5088-1, OCLC 36727806, lire en ligne)

- Masaji Marumoto, Vignette of Early Hawaii-Japan Relations: Highlights of King Kalākaua's Sojourn in Japan on His Trip around the World as Recorded in His Personal Diary, vol. 10, Hawaiian Historical Society, 1976, 52–63 p. (hdl 10524/291, lire en ligne [archive du 26 juin 2020])

- John F. Mcdermott, Zita Cup Choy et Anthony P. S. Guerrero, The Last Illness and Death of Hawaiʻi's King Kalākaua: A New Historical/Clinical Perspective Cover, vol. 49, Honolulu, Hawaiian Historical Society, 2015, 59–72 p. (OCLC 60626541, DOI 10.1353/hjh.2015.0002, hdl 10524/56606 , S2CID 162545638, lire en ligne [archive du 1er août 2018])

- Ali Mehmed, Hoʻohuiʻaina Pala Ka Maiʻa: Remembering Annexation One Hundred Years Ago, vol. 32, Honolulu, Hawaiian Historical Society, 1998, 141–154 p. (OCLC 60626541, hdl 10524/358)

- Aulii Mitchell, Alexander Hazlett Hazlett, Hallett H. Hammatt et David W. Shideler, Cultural Impact Assessment Report for the Proposed Princess Kaʻiulani Redevelopment Project Waikīkī Ahupuaʻa, Kona District, Oʻahu TMK: [1] 2-6-022:001 and 041. Prepared for Kyo-ya Hotels and Resorts, LP, Honolulu, Kyo-ya Hotel & Resorts, LP, avril 2009 (lire en ligne)

- Patrick Moser, The Endurance of Surfing in 19th-century Hawaiʻi, vol. 125, Wellington, The Polynesian Society, décembre 2016, 411–432 p. (OCLC 6925648463, DOI 10.15286/jps.125.4.411-432 ), chap. 4

- David "Kawika" Parker, Tales of Our Hawaiʻi, Honolulu, Alu Like, Inc, 2008 (OCLC 309392477, lire en ligne [archive du 11 novembre 2013]), « Crypts of the Ali'i The Last Refuge of the Hawaiian Royalty »

- Notable Women of Hawaii, Honolulu, University of Hawaii Press, 1984 (ISBN 978-0-8248-0820-4, OCLC 11030010, lire en ligne)

- Neil Thomas Proto, The Rights of My People: Liliʻuokalani's Enduring Battle with the United States, 1893–1917, New York, Algora Publishing, 2009 (ISBN 978-0-87586-720-5, OCLC 319248358, lire en ligne [archive du 16 juillet 2020])

- Mary Kawena Pukui et Samuel H. Elbert, Hawaiian Dictionary: Hawaiian-English, English-Hawaiian, Honolulu, University of Hawaii Press, 1986 (ISBN 978-0-8248-0703-0, OCLC 12751521, lire en ligne [archive du 1er janvier 2015])

- Mary Kawena Pukui, Samuel H. Elbert et Esther T. Mookini, Place Names of Hawaii, Honolulu, University of Hawaii Press, 1974 (ISBN 978-0-8248-0524-1, OCLC 1042464, lire en ligne [archive du 1er novembre 2019])

- Agnes Quigg, Kalakaua's Hawaiian Studies Abroad Program, vol. 22, Honolulu, Hawaiian Historical Society, 1988, 170–208 p. (OCLC 60626541, hdl 10524/103, lire en ligne [archive du 27 juin 2020])

- Rosanna Runyon, Trevor Yucha, David Shideler et Hallett H. Hammatt, Draft Archaeological Inventory Survey Report for the Proposed Princess Kaʻiulani Redevelopment Project Waikīkī Ahupuaʻa, Kona District, Oʻahu TMK: [1] 2-6-022:001 and 041. Prepared for Kyo-ya Hotels and Resorts, LP, Honolulu, Kyo-ya Hotel & Resorts, LP, octobre 2009 (lire en ligne)

- Niklaus Rudolf Schweizer, Hawaiʻi and the German Speaking Peoples, Honolulu, Topgallant Publishing Company, 1982 (ISBN 978-0-914916-60-4, OCLC 611085646, lire en ligne)

- Don R. Severson, Michael D. Horikawa et Jennifer Saville, Finding Paradise: Island Art in Private Collections, Honolulu, Honolulu Academy of Arts; University of Hawaiʻi Press, 2002 (ISBN 978-0-8248-2657-4, OCLC 123158782, lire en ligne [archive du 19 juillet 2020])

- Marilyn Stassen-McLaughlin, Unlucky Star – Princess Kaʻiulani, vol. 33, Honolulu, Hawaiian Historical Society, 1999, 21–54 p. (OCLC 60626541, hdl 10524/450, lire en ligne [archive du 17 juin 2020])

- Robert Louis Stevenson, Travels in Hawaii, Honolulu, University of Hawaii Press, 1991 (ISBN 978-0-8248-1397-0, OCLC 23217527, lire en ligne [archive du 9 juillet 2020])

- Stephanie Nohelani Teves, Defiant Indigeneity: The Politics of Hawaiian Performance, Chapel Hill, University of North Carolina Press, 2018, 113–144 p. (ISBN 978-1-4696-4056-3, OCLC 1028956434, JSTOR 10.5149/9781469640570_teves.9, lire en ligne), « The Afterlife of Princess Kaiulani »

- Stephanie Nohelani Teves, Detours: A Decolonial Guide to Hawaiʻi, Durham, Duke University Press, 2019, 67–76 p. (ISBN 978-1-4780-0720-3, OCLC 1089781742, DOI 10.2307/j.ctv11smvvj.14, JSTOR j.ctv11smvvj.14, lire en ligne), « Princess Ka'iulani Haunts Empire in Waīkikī »

- Jean Thomas, A History of the Customs Service in Hawaii, 1789–1989, Honolulu, Department of the Treasury, United States Customs Service, Pacific Region, 1991 (OCLC 25424516, lire en ligne)

- Latest Census-Hawaiian Islands. (From the Census Bulletin, Washington, D. C., Nov., 1900.), Honolulu, Honolulu Star-Bulletin, 1901, 187–188 p. (hdl 10524/31849)

- New Kalākaua Dynasty Tomb, vol. 36, Honolulu, Honolulu Star-Bulletin, 1909, 105–110 p. (lire en ligne [archive du 26 juin 2020])

- Lorrin A. Thurston, Memoirs of the Hawaiian Revolution, Honolulu, Honolulu, Advertiser Publishing Company, 1936 (OCLC 6128790, lire en ligne)

- Jon M. Van Dyke, Who Owns the Crown Lands of Hawaiʻi?, Honolulu, University of Hawaii Press, 2008 (ISBN 978-0-8248-3211-7, OCLC 163812857, lire en ligne [archive du 22 juillet 2020])

- Else Waldron, Honolulu 100 Years Ago, Honolulu, Fisher Print Company, 1967 (OCLC 433915, lire en ligne [archive du 9 juillet 2020])

- Nancy Webb et Jean Francis Webb, Kaʻiulani: Crown Princess of Hawaii, Honolulu, Mutual Publishing, 1998 (ISBN 978-1-56647-206-7, OCLC 265217757, lire en ligne )

- Kristin Zambucka, Princess Ka'iulani of Hawaiʻi: The Monarchy's Last Hope, Honolulu, Mutual Publishing, 1998 (ISBN 978-1-56647-710-9, OCLC 149442849, lire en ligne [archive du 13 juin 2020])
- (en) Sharon Linnéa, Princess Ka'iulani : Hope of a Nation, Heart of a People, 2010 (1re éd. 1999) (ISBN 978-1-4674-3200-9, OCLC 868017844).
- Ralph Thomas Kam, Death Rites and Hawaiian Royalty: Funerary Practices in the Kamehameha and Kalakaua Dynasties, 1819–1953, S. I., McFarland, Incorporated, Publishers, 2017 (ISBN 978-1-4766-6846-8, OCLC 966566652, lire en ligne)
- Notable Women of Hawaii, Honolulu, University of Hawaii Press, 1984 (ISBN 978-0-8248-0820-4, OCLC 11030010, lire en ligne)
- (en) Her Majesty Queen Liliuokalani, Hawaii's Story by Hawaii's Queen, Library of Alexandria, 28 septembre 2020 (ISBN 978-1-4656-0318-0, lire en ligne).